# Sân bay Lira
Sân bay Lira (ICAO: HULI) là một sân bay ở Lira, Uganda.